# 기도 베스터벨레
기도 베스터벨레(독일어: Guido Westerwelle, IPA: [ˈɡiːdo ˈvɛstɐˌvɛlə] 1961년 12월 27일 ~ 2016년 3월 18일)는 독일의 정치인이다. 2009년 10월부터 2011년까지 부총리로, 같은 시기부터 2013년 12월까지 외무장관으로 재직하였다.
노르트라인베스트팔렌주 바트호네프에서 태어났으며, 본 대학교에서 법학을 전공했다. 젊은 시절부터 자유민주당(자민당)에서 활동했으며, 1996년 국회의원에 선출되었다. 2001년 자민당 총재가 되었다. 베스터벨레는 이때부터 왕년의 제 3당이었다가 녹색당 등에 밀려 군소정당으로 전락한 당의 분위기를 쇄신하기 위해 노력했다. 독특한 선거 전략으로 인기를 모으기도 했으나, 직설적이고 과격한 행동으로 구설수에 오르기도 했다.
2005년 총선에서 자유민주당은 기독교민주당·기독교사회당 연합과 함께 연정을 구성할 것으로 기대되었으나, 이들의 의석수로는 연정 구성에 충분하지 못하여 기독교민주당·기독교사회당 연합은 대신 사회민주당과 대연정을 구성했다. 2009년 9월 총선에서 자유민주당은 더 많은 의석을 얻은 반면, 사회민주당은 의석을 많이 잃으면서 기독교민주당·기독교사회당 연합은 연정 파트너로 사회민주당 대신 자유민주당을 선택했다. 2009년 10월 기독교민주당·기독교사회당 연합과 자유민주당 연정이 구성되어, 앙겔라 메르켈 총리의 제2기 행정부가 출범하면서 연정의 소수당 대표인 베스터벨레는 부총리 겸 외무장관이 되었다.
그는 게이이기도 한데, 젊은 시절 게이라는 사실 때문에 불이익을 받아 이를 숨겼으나 2004년 앙겔라 메르켈 당시 기독교민주당 총재의 생일파티에 남성 파트너 미하엘 므론츠와 함께 참석하며 커밍아웃 하였으며, 2010년 9월 17일 본에서 동성결혼하였다. 2016년 3월 18일 54세의 나이에 백혈병으로 사망하였다.